# Minggarharjo
Minggarharjo is een bestuurslaag in het regentschap Wonogiri van de provincie Midden-Java, Indonesië. Minggarharjo telt 2799 inwoners (volkstelling 2010).